# Matilde Gayoso
Matilde Gayoso es una profesora y escritora española del siglo XX y XXI.

## Biografía
Su labor como docente es reconocida en Italia, consigue ciertos reconocimientos y como la pedagogía influye comienza en los años 1990 a realizar relatos y cuentos para niños que son apreciados,consiguiendo una fama como cuentista.Su público infantil y adolescente es su principal base de pensamiento moral que muestra en cada una de sus obras.

## Obra
- La estera de los lagartos Ed.Vulcano 2000.
- Cuentos para la fiesta de la vida Ed.Vulcano 2003.